# Lluís Sastre Reus
Lluís Sastre Reus   (Binissalem, 26 de març de 1986) és un exfutbolista professional mallorquí que jugava com a migcampista defensiu.

## Carrera esportiva
Va sorgir del planter del FC Barcelona, però només va jugar pels equips B i C.
Fitxat pel Reial Saragossa el 2007, Sastre va marxar immediatament a la SD Huesca, on ja ajudar a promocionar a la segona divisió en la seva primera temporada, i a mantenir fàcilment la categoria la temporada següent. El seu primer partit com a professional va tenir lloc el 31 d'agost de 2008, quan va jugar el partit sencer en un empat 2–2 a casa contra el CE Castelló.
L'estiu de 2012, Sastre va signar contracte per tres anys amb el Reial Valladolid. Va debutar a La Liga el 20 d'agost, entrant al minut 78 de partit en substitució d'Álvaro Rubio en una victòria per 1–0 contra el Reial Saragossa; va acabar la temporada amb 29 partits (13 titularitats) i un gol, ajudant el seu equip a acabar 14è i evitar així el descens.
Després de descendir el 2014, Sastre va continuar jugant a segona, al Valladolid i el CD Leganés. Amb els darrers, va assolir l'ascens a primera el 2016.
El 29 de desembre de 2016, Sastre va acabar contracte amb el Lega i en va signar un altre per dos anys i mig amb la SD. Amb 32 anys va marxar a l'estranger el 2019, per jugar a l'AEK Làrnaca FC de la primera divisió de Xipre.
Sastre va fitxar posteriorment el 8 de setembre de 2020, pel Hyderabad FC de la Super Lliga índia, per un any.

## Vida personal
El seu germà gran, Rafel, (deu anys més gran), també va ser futbolista. Jugava de defensa, i ho va fer principalment per l'Sporting de Gijón. Van coincidir al Huesca la temporada 2011–12.